# La casa de Bernarda Alba

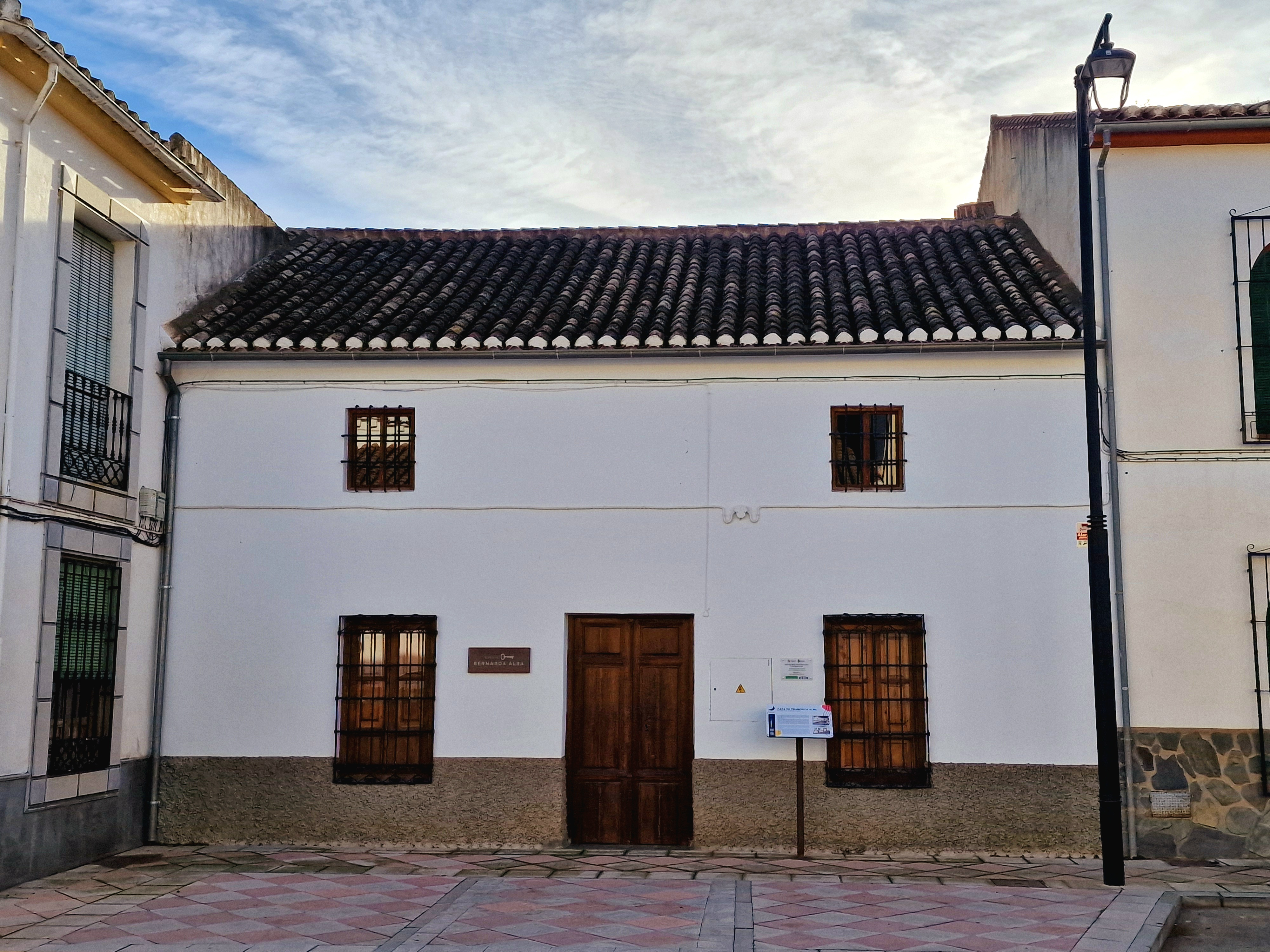
La Casa de Bernarda Alba original, en Valderrubio (España)

La casa de Bernarda Alba es una obra teatral en tres actos escrita en 1936 por Federico García Lorca. No pudo estrenarse ni publicarse hasta 1945, en Buenos Aires. Gracias a la iniciativa de Margarita Xirgu. Expone la historia de Bernarda Alba, quien tras haber enviudado por segunda vez a los 60 años decide vivir los siguientes ocho años en el más riguroso luto e impone lo mismo a sus hijas. Lorca describe la España profunda de principios del siglo XX, caracterizada por una sociedad tradicional muy violenta en la que el papel que desempeña la mujer es secundario. Otros rasgos destacados son el fanatismo religioso y el miedo a descubrir la intimidad. Con Bernarda viven sus cinco hijas (Angustias, Magdalena, Amelia, Martirio y Adela), su madre y sus dos criadas. Entre estas últimas se encuentra Poncia, una criada que ha vivido treinta años al servicio de la anciana.

## Recursos dramáticos
La crítica propone algunos, más o menos tópicos:
- Lorca maneja el parámetro temporal asociándolo al espacio escénico; a medida que avanza la narración, la acción se adentra en la casa y simbólicamente en el alma de sus habitantes.
- La «poetización del lenguaje cotidiano» a partir del refranero.
- El tono costumbrista de la historia, cuyo realismo, alterado por la dimensión simbólica del argumento, se define como «realismo poético».
- Intención fotográfica (como «un documental fotográfico», en palabras del propio autor) y simbolismo cromático entre el luto y la pureza del honor, en contraste con la decoración rural elemental, cuya sencillez y monotonía provocan un clímax de reclusión en una prisión o un ‘manicomio’.

Habitación blanquísima del interior de la casa de Bernarda. Muros gruesos...
(presentación del Acto I)

## Temática e ideología
- Las apariencias: en toda la obra Bernarda expresa su deseo de que toda la problemática quede en el interior de la casa sin traspasar las paredes de esta. Así el autor utiliza la metáfora del color de las paredes de la casa que es nombrado en la introducción a cada acto. Mostrándose blanquísimo en el primero, blanco en el segundo acto conforme se entra a la casa, y finalmente blanco ligeramente azulado en el patio interior de esta.
- El odio: las hermanas, sin quererlo ni buscarlo, se ven encerradas en una casa durante ocho años de un luto exagerado. Todas ven cómo la única que se salva de este cruel destino es Angustias, ya que es la hija del primer marido de Bernarda que además se lleva al mejor galán del pueblo. Con lo que el odio entre las hermanas se incrementa a medida que avanza la obra.
- La envidia: Angustias es el mejor partido de la casa de Bernarda, con lo que Pepe el Romano decide cortejarla. Adela considera que la mejor cualificada tanto físicamente como por edad es ella, pero aun así Pepe el Romano pretende quedarse con la más rica. Tanto Martirio como Adela envidian lo que le está ocurriendo a su hermana. Martirio ve cómo a su vez Adela está por las noches con Pepe, así que poco a poco se crea un gran conflicto entre ellas que culmina en traición final.
- El poder implícito de la jerarquía intrínseca y extrínseca: Arriba de todas se encuentra situada Bernarda Alba. Después de ella están las cinco hermanas y dentro de este mismo grupo existe otra escalera jerárquica. Angustias, la hermana mayor, es la heredera de las fortunas del primer esposo de Bernarda y por lo tanto es la más rica y poderosa de las hermanas, seguidas por María Josefa, madre de Bernarda. Finalmente se encuentran las empleadas de la casa, quienes pertenecen a la clase social más baja y sirven a todas las habitantes de dicho lugar. Esta cadena de poderes es extrínseca, ya que la posición que se ocupa es otorgada como resultado de la cantidad de bienes y la abundancia de capital que el personaje tenga. La otra cadena de poderes es aquella en la que la posición del personaje es independiente de las posesiones de este. Esto se refleja cuando Bernarda está ausente en el escenario, ya que los personajes presentes se comportan como iguales sin importar su rango social. En estas ocasiones, las posiciones en esta jerarquía se definen por el poder que cada personaje tiene sobre otros. Por ejemplo en el acto segundo, La Poncia se muestra superior a las hermanas cuando demuestra tener ojos por toda la ciudad al advertir a Adela: «No me desafíes Adela, no me desafíes. Porque yo puedo dar voces, encender luces y hacer que toquen las campanas». Como esto demuestra, La Poncia es criada y amiga de Bernarda.
- La muerte.
- El dinero. En la obra, este elemento cumple un rol de estatus social y económico que tiene Bernarda frente a sus vecinos o al pueblo (vale destacar que a Bernarda le importa mucho el pensamiento de los demás). Otras de las fases por la que existe el dinero es en el matrimonio que tenía Angustias con Pepe el Romano, ya que –en esos tiempos– la mujer no podía manejar una herencia si no tenía un marido u hombre a cargo, lo que le permite a Angustias heredar el dinero que era de su padre, convirtiéndose en la primera hermana en casarse aunque no por amor sino por conveniencia económica.
- La lujuria.
- Lo que se dice y lo que se calla. La obra muestra la manipulación de lo que se dice y lo que se calla, doblegando el carácter y actitudes de las hijas de Bernarda, obligando a que repriman sus deseos, esto se ve en la siguiente cita: “Deja en paz a tu hermana y si Pepe el Romano te gusta te aguantas” (La Poncia). Todas las muchachas esconden sus verdades, como por ejemplo la hermana mayor, Angustias, que con solo el hecho de escapar de la casa es capaz de casarse con un hombre que no ama y que solo se interesa en ella por su dinero. También, la hermana menor, Adela, muestra una insaciable sed de libertad y rebeldía contra su madre, llegando a estar en un amorío a escondidas con el prometido de su hermana mayor, ella misma lo manifiesta en el siguiente parlamento (...) "por encima de mi madre saltaría para apagarme este fuego que tengo levantado por piernas y boca". Todas las muchachas hablan para complacer a Bernarda y hacer de su vivencia en la casa menos tortuosa, dicen lo justo y lo necesario y al mínimo atisbo de contradicción contra su madre, son censuradas.
- El rol de la mujer. El rol que cumple la mujer en La Casa de Bernarda Alba es el del sexo débil ya que se cree que toda mujer necesita de un hombre en su vida para ser completamente una mujer. Este tópico se ve reflejado en el caso de Angustias y la presión que sentía la joven por parte de su madre y la sociedad sobre el matrimonio con Pepe el Romano.
- La lucha por la libertad. Esta obra refleja la situación de las mujeres en el siglo XX. Inmersas en una sociedad patriarcal, ellas no pueden ser libres de tomar sus propias decisiones, ya que deben cumplir con los mandatos sociales establecidos. Esta represión está representada en el escenario donde transcurre la obra, la casa. En la obra se mantiene la estructura del mundo interno y externo. El interno simboliza la lucha entre la opresión y la libertad (donde está Bernarda que representa el poder absoluto y el silencio). Y el externo se conforma por todo aquello que esté fuera de la casa. Dentro de la casa, ninguna de las hijas es libre, pero hay dos personajes que son una ruptura y desafían el poder de Bernarda: María Josefa y Adela. La primera representa aquella persona llena de experiencias, que quiere ser libre para escapar de la casa. Por su parte, Adela representa la voz de la juventud, que va en contra de los roles establecidos y en todo momento se mantiene firme frente al poder de su madre, por lo tanto también representa una ruptura.
- La opresión. En La casa de Bernarda Alba se observa la opresión que existe hacia la mujer, por parte del hombre y la sociedad. En el primer caso, las mujeres deben depender de los hombres y hacer lo que ellos quieran, cuando quieran. Mientras que en el segundo caso, vemos cómo el resto de la sociedad las juzga por no casarse e incluso les adjudican tareas como lavar, coser, tejer, limpiar y cocinar por el simple hecho de ser mujeres. En la obra se aprecia que al morir el segundo esposo de Bernarda, ella toma ese rol autoritario, controlador y opresor para con sus hijas debido a que comienza a privarlas de su libertad y el derecho que ellas tienen, como personas, a decidir por sí mismas; un claro ejemplo es cuando las encierra en su casa, a seguir un riguroso luto por la muerte de su cónyuge en contra de la voluntad de las cinco hijas.

## Simbología
- La naturaleza (agua, perlas, estrellas y animales): sed como referencia al deseo sexual (véase el sofoco: por eso Bernarda quiere cerrar ventanas y Adela/Martirio tienen sed. El caballo cuando da coces tiene sed). El pueblo no tiene ríos (igual a vida) pero sí pozos (oscuros símbolos de muerte). Se contrastan las referencias al agua estancada/envenenada de los pozos con el agua limpia e infinita de mar (con el que se asocia a María Josefa). Las perlas del anillo de Angustias y su matrimonio son un modo de escapar de esa reclusión. El caballo garañon, que golpea los muros, representa la opresión de la energía sexual.
- La luna: viene dado por el hecho de que Adela adora la luna y las estrellas, símbolo de erotismo, lo cual nos habla de su pasión con Pepe el Romano y su deseo por poseerlo. Adela habla de lo bonita que es la noche con la luna y sus estrellas, lo cual nos descubre su deseo de libertad.
- Blanco-negro (viene reforzando la idea del documental fotográfico): blanco para lo positivo en general (la vida, la libertad, la sexualidad) mientras que lo negro se refiere a la muerte (Adela muere de noche) y al fanatismo religioso (luto).
- El color blanco: el blanco de las paredes de la casa se va apagando a medida que transcurre la trama pasando de blanquísimas (Acto 1) a "ligeramente azuladas" (Acto 3), lo que simboliza la pérdida de la pureza (tema que obsesiona a Bernarda, entonces también representa su hipocresía) a lo largo de la obra.
- El color verde: simboliza la esperanza y la rebeldía de Adela.
- El calor reinante: contribuye a intensificar la tensión dramática y a moldear el carácter triste de los habitantes de las tierras secas frente a la de los habitantes de las tierras húmedas. Además, se asocia también con el hado y la fatalidad de los personajes.
- El bastón: simboliza el poder tiránico de Bernarda. Cuando Adela lo rompe acaba la tiranía, muestra la rebeldía de Adela. El bastón también es un símbolo fálico por la forma que tiene. En tercer lugar, el bastón simboliza la ceguera de Bernarda ante las pasiones de sus hijas.
- El silencio: refleja la represión forzada por Bernarda como una forma de control de esconder los secretos para mantener la honra.  "¡Silencio!" es la primera y última palabra que se oye de Bernarda y representa su tiranía sobre su casa.
- Los nombres de los personajes: Bernarda (masculina y significa “con fuerza de oso”), Angustias (oprimida y deprimente), Martirio (atormentada), Magdalena (nombre bíblico y como el dicho de llorar como una Magdalena), Amelia (significa “sin miel”), Adela (significa de “naturaleza noble” aunque también puede proceder del verbo “adelantarse”), María Josefa (María significa la madre de Jesús y José significa el padre de Jesús; simboliza la edad del personaje), y La Poncia (nombre relacionado con "Poncio Pilatos", personaje bíblico que envió a crucificar a Jesús).

## Recursos literarios
Lorca eligió minuciosamente los nombres de los personajes de la obra, por su simbolismo implícito y su poder evocador: 
- Bernarda: Es una persona de carácter fuerte en la obra. Cuando ella entra en la obra grita, “¡Silencio!” y “Menos gritos y más obras,” (341).[6] La manera en que ella siempre encierra a sus hijas en la casa y poniendo a María Josefa en un cuarto cerrado muestra su estilo dictatorial.

- Angustias: Cuando Angustias está hablando con la Poncia y sus hermanas dice: “Afortunadamente, pronto voy a salir de este infierno,” (351).[6] Es obvio que ella no es feliz en la casa de Bernarda Alba, en donde ha vivido por más de la mitad de su vida. Ella quiere darle su mano a Pepe el Romano para escapar de la casa. Todas las hermanas y la Poncia creen que Pepe quiere a Angustias solo por su dinero y nada más. Magdalena dice: “está vieja, enfermiza y siempre ha sido la que ha tenido menos méritos de todas nosotras,” (348).[6]

- Martirio: Al final de la obra, Martirio está al lado de Bernarda cuando esta atenta contra la vida de Pepe con una escopeta. Después, Martirio le dice a Adela: “Se acabó Pepe el Romano,” (372).[6] Sin embargo, no es verdad que él haya muerto. Ella solo quiere causarle devastación a su hermana porque quiere mucho a Pepe. Ella nunca quiere ver a Adela con él. De hecho, expresa el odio intenso que siente por Adela: “Hubiera volcado un río de sangre sobre su cabeza,” (372).[6] En el acto segundo de la obra, Martirio roba el retrato de Pepe que tiene Angustias y lo pone entre las sábanas de su cama. Después de decir Angustias que no lo tiene, la Poncia encuentra el retrato y le informa a Bernarda. Martirio responde que solamente es una broma hacia Angustias. Solamente dice esta mentira para protegerse a sí misma de la verdad de sus sentimientos por Pepe.

- Magdalena: Este nombre indica que ella es una persona triste, deprimida y que llora mucho. Cuando Magdalena está hablando de la boda con su familia, dice: “Prefiero llevar sacos al molino. Todo menos estar sentada días y días dentro de esta sala oscura,” (343).[6] Es obvio que ella no tiene una vida feliz, especialmente cuando dice “¡Malditas sean las mujeres!” (343).[6] Ella sufre mucho por su género de mujer. Magdalena es la persona más devastada por la muerte de su padre. En las palabras de la Poncia: “Era la única que quería al padre.” (339).[6] La Poncia también revela: “En el primer responso se desmayó la Magdalena.” (339).[6] Cuando Magdalena entra en la obra, está llorando mucho y Bernarda dice: “Magdalena, no llores. Si quieres llorar, te metes debajo de la cama.” (341).[6]

García Lorca maneja en este contexto simbólico nombres romanos asociados a la amabilidad, como Amelia, o al carácter noble, como Adela, o el de Prudencia (una de las cuatro virtudes cardinales), o La Poncia (relacionado con Poncio Pilato), Pepe el Romano (que algunas fuentes relacionan in extremis con el gentilicio de Romilla, una pedanía del municipio de Chauchina).

## "La casa de Bernarda Alba" en la actualidad
"La casa de Bernarda Alba" es un arte escrito por Federico García Lorca en 1936 en Valderubio; la historia está dedicada a Bernarda, una viuda autoritaria, que impone un estricto duelo de ocho años con sus hijas. 
La obra aborda temas como la opresión de la mujer, las tradiciones y la lucha por la libertad personal. 
Hoy en día "La casa de Bernarda Alba" sigue siendo relevante por muchos motivos: 
1. Un estudio opresivo de las mujeres: el trabajo sigue siendo una fuerte evidencia de cómo las mujeres pueden ser suprimidas y controladas por la sociedad y las expectativas culturales en un mundo donde la desigualdad de género permanece. Además, de la lucha por las reglas de igualdad e historias de las hijas de Bernarda que resuenan con muchas mujeres aún en la imposición de los estándares sociales.
2. Reflejado tensiones familiares: las dinámicas familiares representadas en la obra son universales y atemporales. Las tensiones entre hermanas, la autoridad materna y la opresión individual son temas que resuenan hoy en muchas familias, independientemente, de la cultura y el contexto.
3. Crítica de las normas culturales y sociales: la obra sigue siendo relevante como crítica de las normas culturales y sociales que limitan la libertad y expresión individuales. En un mundo donde las expectativas sociales a menudo dictan el comportamiento y las decisiones humanas. "La casa de Bernarda Alba" nos recuerda la importancia de cuestionar y desafiar estas normas limitantes.
4. Reclamando identidad y libertad: la lucha de las hijas de Bernarda por la libertad y expresión personal sigue siendo inspiradora en la actualidad. La obra enfatiza la importancia de la autonomía y de encontrar la propia identidad, incluso en un entorno dominado por la represión y la tradición.
5. Un mensaje que dura con el tiempo: el trabajo de Lorca nos anima a hacer preguntas sobre los estándares sociales que nos suprimen y luchan por un mundo justo. El mensaje contra la opresión y la libertad personal sigue siendo tan importante como cuando está escrito.

Más allá de la trama:
La maestría de Lorca
La obra destaca no solo por la profundidad de su temática sino también por el dominio del lenguaje de Lorca, la creación de personajes complejos y la creación de una atmósfera tensa. 
Su impacto en el mundo
"La casa de Bernarda Alba" ha sido traducida a muchos idiomas y representada en escenarios de todo el mundo. Este trabajo inspiró a artistas de muchos campos y generó conciencia sobre la opresión de las mujeres y la importancia de la libertad personal. 
En definitiva, "La casa de Bernarda Alba" sigue siendo, en la actualidad, una obra relevante para explorar temas universales como la opresión de la mujer, las tensiones familiares, la crítica social y la lucha por la libertad y la identidad.

## Representaciones destacadas

### En España
- Teatro de Ensayo La Carátula, Madrid, 1950. (Estreno en España).
  - Intérpretes: Amparo Reyes (Bernarda Alba), Antonia Herrero (Poncia), Lola Gaos, Maruja Recio, Berta Riaza, Carmen Ferreira, María Luisa Romero, Consuelo Muñoz.[7]
- Teatro Goya, Madrid, 1964.
  - Dirección: Juan Antonio Bardem.
  - Intérpretes: Cándida Losada (Bernarda Alba), Julieta Serrano, Alicia Hermida, María Francés, María Bassó.
- Teatro Zorrilla, Valladolid, 1976.
  - Intérpretes: Ismael Merlo (Bernarda Alba), María José Goyanes (Adela), Carmen Carbonell, Encarna Paso, Julieta Serrano, Mercedes Sampietro, Asunción Sancho (Angustias).
- Teatro Estudio Alarcón, Granada, 1978.
  - Dirección: Manuel de Pinedo.
  - Intérpretes: Conchi Barrales (Bernarda Alba), María Aurora Serraro (Poncia), María Luisa Torres, Lucía Sánchez Prieto.
- Teatro Español, Madrid, 1984.
  - Dirección: José Carlos Plaza.
  - Intérpretes: Berta Riaza (Bernarda Alba), Mari Carmen Prendes (Poncia), Aurora Redondo (María Josefa), Ana Belén, Pilar Bayona, Enriqueta Carballeira, Mar Díez, Paca Ojea.
- Teatro María Guerrero Madrid, 1992.
  - Intérpretes: María Alfonsa Rosso (Bernarda Alba), María Galiana (Poncia), Asunción Sánchez, Matilde Flores, María Jesús Lara, Isabel de Osca.[8]
- Teatro María Guerrero Madrid, 1998.
  - Intérpretes: María Jesús Valdés (Bernarda Alba), Julieta Serrano (Poncia), Gloria Muñoz (Angustias).
- Centro Cultural de la Villa , Madrid, 2005.
  - Intérpretes: Margarita Lozano (Bernarda Alba), María Galiana (Poncia), Adriana Ugarte (Adela), Nuria Gallardo, Ruth Gabriel, Mónica Cano, Aurora Sánchez. Dirección: Amelia Ochandiano.
- Naves del Español, Madrid, 2009.
  - Intérpretes: Nuria Espert (Bernarda Alba), Rosa María Sardà (Poncia), Rosa Vila, Marta Marco, Nora Navas, Rebeca Valls, Almudena Navas. Dirección: Lluis Pasqual.
- Teatro Español, Madrid, 2010. 
  - Intérpretes: el colectivo de mujeres de El Vacie (el poblado chabolista más antiguo de Europa, en Sevilla) de etnia gitana y ágrafas, dirigidas por Pepa Gamboa, con la producción del Centro TNT de Sevilla. Montaje que obtuvo un reconocimiento especial dentro y fuera del ámbito teatral europeo por su labor en la inclusión social.
- Teatro Tribueñe , Madrid (2010-2017) 
  -  Intérpretes : Carmen Rodríguez de la Pica (Bernarda Alba), Chelo Vivares (Poncia), Badia Albayati / Nereida San Martín / Natalia de Azcárate (Adela), Alejandra Navarro / Inma Barrionuevo / Catarina de Azcárate] (Angustias), Matilde Juárez (Martirio), Catarina de Azcárate / Rocío Osuna / Virginia Hernández (Magdalena), Ana Peiró (Amelia), Marina Valverde (María Josefa), María Luisa García Budí (criada), Enriqueta Sancho (Prudencia).
- Teatro Español, Madrid, 2022. 
  - Dirección: José Carlos Plaza.
  - Intérpretes: Consuelo Trujillo (Bernarda Alba), Rosario Pardo (Poncia), Ana Fernández, Ruth Gabriel, Mona Martínez, Zaira Montes, Montse Peidro, Marina Salas.
- Teatro María Guerrero, Madrid, 2024.
  - Dirección: Alfredo Sanzol.
  - Intérpretes: Ana Wagener (Bernarda Alba), Ane Gabarain (Poncia), Patricia López Arnaiz, Ester Bellver, Claudia Galán, Eva Carrera, Belén Landaluce, Sara Robisco, Isabel Rodes.
- Teatro 13 Gatos, Madrid, 2025.
  - Sala: Centro Sociocultural Mariano Muñoz.
  - Dirección: Carlos Manzanares Moure.
  - Intérpretes: Raquel León, Nuria Simón, Ángeles Laguna, Mar Hernández, María José Pérez, Alicia Oliver, Nuria Marugan, Maribel Cisneros, Susana Maroto.

### En Hispanoamérica
3.ª Campanada-Quito-Ecuador 2024
Versión que desde la fiscalidad masculinas expone el tema de.la represión femenina, 8 Actores se ponen los zapatos de estas mujeres y denuncian la violencia con las identidades feminizadas. Dirección General de Jogreher Vargas- Jonathan Prado como Adela, Johnny Rodríguez como Bernarda, Pablo Ropeguipa como Angustias, Ricardo Contreras como Magdalena.
- Teatro Avenida, Buenos Aires (Estreno mundial, 8 de marzo de 1945).
  - Intérpretes: Margarita Xirgu (Bernarda Alba), Antonia Herrero (Poncia), Teresa Serrador, Carmen Caballero, Teresa Pradas, Pilar Muñoz, Isabel Pradas, María Gámez, Luz Barrialo, Emilia Milán, Susana Canales.

- Teatro Rafael Solana, México (2002).
  - Intérpretes: Ofelia Guilmain (Bernarda Alba), Laura Zapata (Martirio), Olivia Bucio (Magdalena), Azela Robinson (Angustias), Angélica Vale (Adela), María Rubio (Poncia), Aurora Molina (María Josefa).

- Patio de comedias Café Teatro, Quito (2018).
  - Director: Jesús Cracio.
  - Intérpretes: María Beatriz Vergara (Bernarda Alba), Juana Guarderas, Sonia del Cisne Valdez, Valentina Pacheco, Dolores Ortiz, Silvia Brito, Marilú Vaca, Lorena Rodríguez, Paulina Tapia.

### En otros idiomas
- Teatro de los Campos Elíseos, París, 1945. La Maison de Bernarda Alba.
  - Dirección: Maurice Jacquemont.
  - Intérpretes: Madeleine Barbulée, Marthe Mellot, Silvia Monfort (Magdalena), Liliane Maigné, Odette Talazac, Germaine Michel, Jeanne Hardeyn, Annie Cariel.

- Teatro, Estocolmo, 1947. Bernardas hus.
  - Dirección: Alf Sjöberg.
  - Intérpretes: Mai Zetterling, Mimi Pollak.

- Teatro Nuovo, Milán, 1947. La casa di Bernarda Alba.[9]
  - Dirección: Vito Pandolfi.
  - Intérpretes: Wanda Capodaglio (Bernarda), Bella Starace Sainati (Poncia), Anna Butti (María Josefa), Edda Albertini (Adela), Cesarina Ghiraldi (Martirio).
- Stadttheater, Basilea, 1947. Bernarda Albas Haus.
  - Intérpretes: Brigitte Horney (Magdalena).

- Teatro, París, 1948. La Maison de Bernarda Alba.
  - Dirección: Roger Leenhardt.
  - Intérpretes: María Casares.

- Teatro ANTA Playhouse, Broadway, Nueva York, 1951. The House of Bernarda Alba. 
  - Dirección: Boris Tumarin.
  - Intérpretes: Katina Paxinou (Bernarda Alba), Ruth Saville (Poncia), Ruth Ford, Helen Craig, Mary Welch.

- Teatro del Ambigu-Comique París, 1957. La Maison de Bernarda Alba.
  - Dirección: Maurice Jacquemont.
  - Intérpretes: Tania Balachova (Bernarda), Odile Mallet.

- Théâtre Récamier, París, 1966. La Maison de Bernarda Alba.
  - Dirección: Jacques Mauclair.
  - Intérpretes: Germaine Montero, Arlette Thomas, Nicole Desailly, Hélène Tossy, Julia Dancourt.

- Teatro del Odéon, París, 1974. La Maison de Bernarda Alba.
  - Dirección: Robert Hossein.
  - Intérpretes: Isabelle Adjani (Adela).

- Lyric Theatre Hammersmith, Londres, 1986. The House of Bernarda Alba.
  - Dirección: Nuria Espert.
  - Intérpretes: Glenda Jackson (Bernarda Alba), Joan Plowright (Poncia), Patricia Hayes...

- Teatro, Marruecos, en Darija, dialecto marroquí, 2004. Bnat Lalla Mennana.
  - Dirección: Yassine Fennan.
  - Intérpretes: Saâdia Azgoun (Bernarda Alba - Lalla Mennana), Nora Skali (Bahía), Samia Akariou (Chama), Saâdia Ladib (Rhimou), Hind Saâdidi (Saadia, la criada) , Nadia El Alami (María).

- Royal National Theatre, Londres, 2005. The House of Bernarda Alba.[10]
  - Adaptación: David Hare.
  - Intérpretes: Penelope Wilton (Bernarda Alba), Deborah Findlay (Poncia), Cherry Morris (María Josefa), Sally Hawkins, Sandy McDade (Angustias).

- Festival de Teatro, Nápoles, 2011. La casa di Bernarda Alba.[11]
  - Dirección: Lluís Pasqual.
  - Intérpretes: Lina Sastri (Bernarda), Anna Malvica (Poncia).

## Versiones

### En cine
- 1982, La casa de Bernarda Alba, México. Película de Gustavo Alatriste. Intérpretes: Amparo Rivelles (Bernarda Alba), Magda Guzmán, Rosenda Monteros, Marta Zamora, Alicia Montoya, Isabela Corona.
- 1987, La casa de Bernarda Alba. Película de Mario Camus.[12] Intérpretes: Irene Gutiérrez Caba (Bernarda Alba), Florinda Chico (Poncia), Ana Belén, Vicky Peña, Enriqueta Carballeira, Mercedes Lezcano. Se rodó en 1982/1987.
- 1991, The house of Bernarda Alba. Intérpretes: Glenda Jackson  (Bernarda Alba), Joan Plowright (Poncia). Dirección:Nuria Espert.
- 1991, Rukmavati ki Haveli. Película de Govind Nihlani (India).[13]

### En televisión
- En Italia, RAI, 1971. Dirección: Daniele D'Anza. Intérpretes: Laura Belli, Giuliana Calandra, Nora Ricci, Cesarina Gheraldi, Wanda Benedetti, Giulia Lazzarini.
- En México, 1974. Intérpretes: Ofelia Guilmain (Bernarda Alba), Ofelia Medina (Adela), Diana Bracho (Amelia), Rosenda Monteros (Angustias), Lucía Guilmáin (Martirio), Beatriz Sheridan, Ada Carrasco (María Josefa).
- En Cuba, 1998. Dirección: Belkis Vega y guion de Julio Cid sobre el original de García Lorca. Actuaciones de Corina Mestre (Bernarda), Alina Rodríguez (Angustias), Luisa María Jiménez (Martirio), Paula Alí kla Poncia), Ketty de la Iglesia (Adela) y María de los Ángeles Santana (María Josefa).
- En Chile, 1999, Aquelarre (telenovela). Dirección:María Eugenia Rencoret. Telenovela creada por Hugo Morales e influenciada por "La Casa de Bernarda Alba".

### En ópera
- "Bernarda Albas Haus" (2000). Libreto basado en la obra original en traducción al alemán. Música de Aribert Reimann.
- "La casa de Bernarda Alba" (2007). Libreto de Julio Ramos, basado en la obra original. Música de Miquel Ortega
- "The house of Bernada Alba" (2019) Libreto de Candad Svich basado en la obra original en traducción al inglés. Música de Griffin Candey,

## Inspiración
García Lorca se inspiró en la también granadina Agustina González López "la Zapatera" para el personaje de Amelia en esta obra, ya que ella se hacía llamar con este nombre, que utilizaba también para firmar sus escritos. Igualmente le inspiró el personaje protagonista de otra de sus obras de teatro, La zapatera prodigiosa.